# Torneo de Cerdeña
El Forte Village Sardegna Open (también conocido como Challenger de Cagliari) es un torneo de tenis de categoría ATP Challenger Series que se disputa en el tierra batida en Cerdeña, Italia.

## Historia
En su comienzo se disputó en formato ATP 250, por única vez, en el Forte Village Resort. El torneo formó parte del ATP Tour.
Se organizó principalmente debido a la cancelación de muchos torneos durante la temporada 2020, debido a la pandemia de COVID-19.En 2021 bajó de categoría a Challenger y se celebró en Cagliari.
La única final de categoría ATP 250 se disputó en 2020 entre el serbio Laslo Djere y el italiano Marco Cecchinato, dónde el serbio se coronó campeón por 7-6 (en tie-break) y 7-5. En 2021, ya en categoría Challenger fue campeón un italiano por primera vez, este fue Lorenzo Sonego que venció al defensor del título Djere por 2-6, 7-6 (5 en tie-break) y 6-4. En 2023, Ugo Humbert logró el título derrotando al finalista por tercera vez consecutiva Laslo Djere. En 2024, el argentino Mariano Navone se consagró campeón venciendo al italiano Lorenzo Musetti por 7-5 y 6-1.

## Resultados

### Individual masculino
| Año  | Campeón        | Finalista        | Marcador         |
| ---- | -------------- | ---------------- | ---------------- |
| 2020 | Laslo Djere    | Marco Cecchinato | 7-6(3), 7-5      |
| 2021 | Lorenzo Sonego | Laslo Djere      | 2-6, 7-6(5), 6-4 |
| 2022 | No celebrado   | No celebrado     | No celebrado     |
| 2023 | Ugo Humbert    | Laslo Djere      | 4-6, 7-5, 6-4    |
| 2024 | Mariano Navone | Lorenzo Musetti  | 7-5, 6-1         |

### Dobles masculino
| Año  | Campeones                       | Finalistas                        | Marcador            |
| ---- | ------------------------------- | --------------------------------- | ------------------- |
| 2020 | Marcus Daniell Philipp Oswald   | Juan Sebastián Cabal Robert Farah | 6-3, 6-4            |
| 2021 | Lorenzo Sonego Andrea Vavassori | Simone Bolelli Andrés Molteni     | 6–3, 6–4            |
| 2022 | No celebrado                    | No celebrado                      | No celebrado        |
| 2023 | Alexander Erler Lucas Miedler   | Máximo González Andrés Molteni    | 7–6(8), 6–3         |
| 2024 | Sriram Balaji Andre Begemann    | Boris Arias Federico Zeballos     | 6–4, 6–7(3), [10–6] |